# John Ainsworth-Davis
John Ainsworth-Davis (Reino Unido, 23 de abril de 1895-3 de enero de 1976) fue un atleta británico, especialista en la prueba de 4x400 m en la que llegó a ser campeón olímpico en 1920.

## Carrera deportiva
En los JJ. OO. de Amberes 1920 ganó la medalla de oro en los relevos 4x400 metros, con un tiempo de 3:22.2 segundos, llegando a meta por delante de Sudáfrica y Francia (bronce), siendo sus compañeros de equipo: Robert Lindsay, Cecil Griffiths y Guy Butler.